# Stanislaus Bialkowski
Stanislaus Bialkowski (Kähme, 10 de noviembre de 1897-2 de noviembre de 1959) fue un escritor alemán. 

## Vida
Stanislaus Bialkowski creció como el mayor de ocho hijos de un empleado municipal en su ciudad natal. Debía obtener un puesto libre en la escuela primaria, debido a su buen desempeño académico, sin embargo, su estricto padre católico exigió que el hijo estudiara teología y se convirtiera en clérigo. Stanislaus se negó y se inscribió como voluntario en el ejército. 
Participó en la Primera Guerra Mundial en el Frente Occidental y sobrevivió a la Batalla de Verdún. Después de la guerra trabajó como suboficial en Halberstadt, como portero y como trabajador en AGO Flugzeugwerken en Oschersleben, donde ascendió a jefe de departamento. Después de que los bombarderos aliados destruyeran las fábricas en 1944, trabajó en la agricultura. 
Después de 1945 se convirtió en maestro y completó un curso de educación a distancia a la edad de 50 años. Trabajó como maestro durante unos años, pero sufrió convulsiones causadas por un tumor cerebral. Stanislaus Bialkowski falleció tras un procedimiento quirúrgico que se había hecho necesario. 
Desde principios de la década de 1930, Stanislaus Bialkowski publicó una serie de novelas utópicas. Estas muestran numerosos motivos de las óperas espaciales posteriores, a menudo también tienen rasgos racistas y reflejan muy directamente la ideología del nacionalsocialismo. Además, publicó varias novelas románticas en la serie Roman-Perlen de la editorial Neuer Verlagshaus für Volksliteratur. 

## Obra (selección)
- Leuchtfeuer im Mond. Phantastischer Roman, F. W. Grunow, Leipzig 1934.
- Krieg im All. Roman aus der Zukunft der Technik, F. W. Grunow, Leipzig 1935.
- Die Macht des unsichtbaren Sternes. Roman aus der Zukunft der Technik, F. W. Grunow, Leipzig 1935.
- Der Radiumkrieg. Roman aus der Zukunft der Technik, F. W. Grunow, Leipzig 1937.
- Der Stratosphärenflieger. Ein phantastischer Abenteuerroman, F. W. Grunow, Leipzig 1938.
- Ikaria. Unter Ballonfahrern und Segelfliegern, Roman, F. W. Grunow, Leipzig 1939.
- Start ins Weltall. Phantastischer Abenteuerroman, Roman, F. W. Grunow, Leipzig 1941.